# Hemiurus appendiculatus
Espèce
Hemiurus appendiculatus est une espèce de trématodes de la famille des Hemiuridae, parasite de poissons.

## Hôtes
Les espèces suivantes ont été trouvées parasitées par H. appendiculatus : la grande alose (Alosa alosa), l'alose feinte (A. fallax), Alosa kessleri, l'alose savoureuse (A. sapidissima), le bogue (Boops boops), Dussumieria acuta, l'anchois commun (Engraulis encrasicolus), la sole pole (Pegusa lascaris), le flétan du Groenland (Reinhardtius hippoglossoides), le saumon atlantique (Salmo salar), la sardine (Sardina pilchardus), l'allache (Sardinella aurita), le maquereau espagnol (Scomber japonicus), le maquereau commun (S. scombrus) et la mendole (Spicara maena).